# Pehla Nasha
Pehla Nasha to bollywoodzki thriller z 1993 roku w reżyserii debiutanta Ashutosha Gowarikera. W rolach głównych wystąpili Deepak Tijori, Pooja Bhatt, Raveena Tandon i Paresh Rawal. Gościnnie siebie samych zagrali gwiazdorzy Bollywoodu: Shah Rukh Khan, Aamir Khan i Saif Ali Khan.

## Obsada
- Deepak Tijori – Deepak Bakshi
- Raveena Tandon
- Pooja Bhatt – Monica
- Paresh Rawal – inspektor Mazumdar
- Jalal Agha – Mahesh Ahuja
- Jayant Kripalani – przyjaciel Deepaka
- Juhi Chawla
- Shah Rukh Khan – siebie
- Aamir Khan – siebie
- Saif Ali Khan – siebie